# Geislautern
Geislautern (en sarrois Geislaudere) est un Stadtteil de la ville allemande de Völklingen, en Sarre.